# Yafa Yarkoni
Yafa Yarkoni (Hebreeuws: יפה ירקוני), ook wel Yaffah Yarqoni (Giv'at Rambam, 24 december 1925 - Tel Aviv, 1 januari 2012) was een Israëlische zangeres, die bekendstaat als de "War Singer", vanwege haar veelvuldige optredens voor soldaten van het Israëlische defensieleger (IDF), vooral tijdens de Israëlische Onafhankelijkheidsoorlog. Ze komt uit een Joods gezin.

## Biografie
Yarkoni werd geboren als Jaffa Abramov in Giv'at Rambam (tegenwoordig een wijk van Giv'atayim) in een joodse gezin dat uit de Kaukasus was geëmigreerd. Toen ze 10 jaar was, leerde ze balletdansen bij Gertrude Kraus, een van Israël's choreografische pioniers.
In de jaren veertig had haar moeder een café in Gi'vat Rambam, waar Yafa, met haar zus Tikva en haar broer Benjamin een entertainment-groep vormden en liederen uitvoerden met pianobegeleiding. Op 21 september 1944 trouwde ze met Joseph Gustin, een vrijwilliger in de Joodse Brigade. Ze werd weduwe toen Gustin in 1945 werd gedood tijdens een gevecht om de Seniorivier in Italië.
Yarkoni ging bij een IDF-muzikale groep in de Givati Brigade, die actief was tijdens de Arabisch-Israëlische Oorlog van 1948. Haar lied Bab el-Wad werd een belangrijk symbool van de oorlog. Na de oorlog zong ze in programma op het Kol Yisrael-radiostation. Yarkoni was de belangrijkste (of enige) uitvoerder van honderden liedjes sinds die tijd. De meesten daarvan werden geschreven door Tuli Reviv en Haim Hefer. Yarkoni voerde ook enkele kinderliedjes van Naomi Semer uit.

## 'Zangeres van de oorlog'
Toen Jaffa ouder werd  nam ze afstand van de naam 'Zangeres van de oorlog' en zei ook, "Hoe kan een natie die gedeeltelijk door de holocaust heen is geweest, zich zo gedragen tegenover de Palestijnen",  iets wat haar niet in dank werd afgenomen.

## Ziekte en overlijden
In 2000 werd bij Yarkoni de ziekte van Alzheimer vastgesteld. Volgens haar dochter, Orit Shochat, was haar toestand ernstig in 2007. In dat jaar trad Yarkoni voor het laatst op, tijdens een show ter ere van haar, geproduceerd door de Israël Broadcasting Authority. Shochat zei dat de maanden erna Yarkoni het grootste deel van haar herinneringen kwijt raakte.
Ze overleed een week na haar 86e verjaardag aan de gevolgen van Alzheimer. Ze is begraven op de Kiryat Shaul begraafplaats in Tel Aviv naast haar overleden echtgenoot Shaike Yarkoni, met wie ze in 1948 trouwde.
- Bibliothèque nationale de France: cb14240591d (data)
- International Standard Name Identifier: 0000 0000 0317 6977
- Library of Congress Control Number: n91118458
- MusicBrainz: fbb412e9-099c-42ea-a555-b779afe65b14
- Nationale Bibliotheek van Israël: 987007310811205171
- Système universitaire de documentation: 160320305
- Virtual International Authority File: 29744893
- WorldCat: E39PBJr7TDx9GrcDCWGQdcR7pP